# Tuck Everlasting (película)
Tuck Everlasting (conocida como El bosque mágico de Tuck en España, y Eterna juventud en Hispanoamérica) es una película de 2002 basada en el libro para niños con el mismo título por Natalie Babbitt y publicado en 1975. Fue producida por Walt Disney Pictures, dirigida por Jay Russell y protagonizada por Alexis Bledel y Jonathan Jackson.

## Sinopsis
Cuando la historia empieza, la familia de Winnie Foster es propietaria del bosque, y ella descubre al joven de aparentemente diecisiete años (en realidad tiene 104), Jesse Tuck bebiendo del manantial. Winnie es entonces secuestrada por la familia Tuck, que intenta convencerla para que nunca beba del manantial, porque han descubierto que la inmortalidad es una maldición. Le explica que tienen que vivir ocultándose y trasladarse de lugar continuamente porque la gente empieza a creer que son brujos, y es evidente que están cansados de vivir. Miles Tuck, de veintidós años (pero en realidad 109) ha perdido a su esposa y sus hijos, que huyeron al ver cómo él no envejecía. Durante casi un siglo los Tuck han mantenido el secreto del manantial, al comprender lo peligroso que sería que el mundo lo descubriera.Los Tuck prometen devolver a Winnie a su hogar al día siguiente, para tener tiempo de convencerla de que nunca beba del manantial ni hable de él a nadie. A Winnie le empieza a gustar el modo de vida relajado de ellos, y se enamora de Jesse. No está segura de creer su historia. Jesse intenta convencerla de que beba 
de la fuente para que puedan estar juntos para siempre. Sin embargo, Angus, el padre de Jesse la previene sobre beber el agua mágica, explicando que la inmortalidad es una maldición que perturba el ciclo natural de la vida. Tal como él dice: "es algo que no descubres hasta más tarde".
Un hombre vestido con un traje amarillo, que había conocido hacía poco a Winnie, ve cómo los Tuck la secuestran. Él ha sabido de los poderes de inmortalidad del manantial, a través de la exmujer de Miles, y compra el bosque a la familia de Winnie a cambio de mostrar a la policía dónde está ella. El hombre se adelanta a caballo al agente de policía y, para horror de los Tuck, les anuncia que pretende ganar dinero vendiendo el agua mágica. El hombre agarra a Winnie e intenta llevársela. Para evitar que obligue a Winnie a beber del manantial, y para evitar que corra la voz sobre el manantial, Mae, la esposa de Angus, asesta un golpe en la cabeza al hombre en el momento en que llega el agente de policía. El hombre muere al poco tiempo sin recobrar el sentido.
Winnie evita que los Tuck sean acusados de secuestro al afirmar que fue con ellos por su propia voluntad. Pero Mae junto con su esposo son encerrados en la cárcel local. Debido al asesinato, ella será ahorcada, lo que haría que todos supieran de su inmortalidad. Los Tuck la rescatan de la celda con la ayuda de Winnie.
Jesse le pide a Winnie que beba del manantial y que cuando sea seguro regresará por ella. Winnie al principio está muy confundida, reflexiona acerca de lo que Angus le había hablado, sobre su propia perspectiva de ver la vida junto con su miedo a la muerte. Luego de unos días se va con sus padres a ver el mundo, más confiada en sí misma y de la elección que ha tomado que le cambiará la vida por completo junto con su muerte. Muchos años más tarde, Jesse Tuck vuelve al pueblo. Al visitar la fuente, en su lugar descubre la lápida de Winnie donde se lee que murió dos años antes habiéndose casado y tenido hijos.

## Elenco
- Alexis Bledel como Winnie Foster.
- Jonathan Jackson como Jesse Tuck.
- Ben Kingsley como El hombre en el Traje Amarillo.
- William Hurt como Angus Tuck.
- Sissy Spacek como Mae Tuck.
- Scott Bairstow como Miles Tuck.
- Amy Irving como Madre Foster.
- Victor Garber como Robert Foster.
- Julia Hart como Sally Hannaway.
- Noami Kline como Beatrice Ruston.
- Robert Lewis como Night Deputy (como Robert Logan).
- Michelle Mulitz como Natalie Foster (no acreditada).

## Adaptaciones
Esta es la segunda adaptación de la novela, siendo la primera una producción independiente estrenada en 1981.